# Radardiagram

Voorbeeld van een radardiagram met zes variabelen en drie meetreeksen.

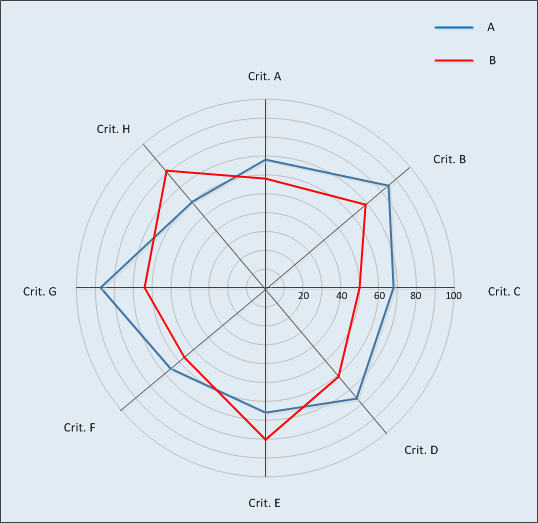
Radardiagram met de scores van twee subjecten A en B op acht criteria, op een schaal van 0 tot 100.

Een radardiagram, spindiagram of spinnenwebdiagram (Engels: radar chart, spider plot of spider chart; Duits: Netzdiagramm) genoemd, is een webvormig diagram dat wordt gebruikt binnen de statistiek om de relatieve invloed van verschillende numerieke parameters aan te duiden. De waarden worden uitgezet op schalen die straalvormig uit een punt vertrekken en worden dan met elkaar verbonden. De stralen zijn gelijk verdeeld over de 360° van een cirkel, maar de volgorde van de stralen is niet van belang. Dit geschiedt normaal gesproken als meer dan drie factoren van invloed zijn op een uitkomst

## Vormen
Het gebied dat door de verbindingslijn wordt omsloten wordt soms ingekleurd. Gewoonlijk zijn de verschillende waarden genormeerd, zodat de schaalverdeling op alle assen dezelfde is. De schaalverdelingen kunnen dan verbonden worden door lijnen die een regelmatige veelhoek vormen, of door cirkels. Die lijnen of cirkels zijn niet essentieel en men kan ze weglaten om de grafiek te vereenvoudigen.
Wanneer er meerdere reeksen voorhanden zijn, kan men een apart radardiagram maken voor elke reeks en die naast elkaar plaatsen, of men kan ze in een diagram opnemen, gebruik makend van verschillende kleuren. Zo kan men makkelijker vergelijken: men ziet snel hoe de variabelen in de verschillende reeksen zich tot elkaar verhouden.
Radardiagrammen kunnen worden gebruikt om de verschillende oorzaken van een probleemsituatie aan te geven. De factor die het meeste invloed heeft, bevindt zich het meest aan de buitenkant van "het web" en parameters die een probleemsituatie weinig beïnvloeden, bevinden zich dicht bij de kern van "het web".

## Geschiedenis
Het radardiagram werd voor het eerst gebruikt door Georg von Mayr in een werk uit 1877, Die Gesetzmäßigkeit im Gesellschaftsleben.